# Iridoteuthis merlini
Iridoteuthis merlini — вид каракатиць родини Sepiolidae. Описаний у 2021 році.

## Поширення
Поширений на південному заході Тихого океану. Мешкає у відкритому морі між Новою Зеландією та східним узбережжям Австралії.

## Опис
Вид відкрила австралійська дослідниця Аманда Рейд разом з Iridoteuthis lophia під час вивчення зразків Stoloteuthis maoria в Новій Зеландії. Вона виявила, що вони були неправильно описані Річардом Деллом у 1959 році, виявивши, що екземпляри S. maoria насправді є каракатицями двох різних родів: Iridoteuthis і Stauroteuthis. I. merlini названо на честь академічного професора Мерліна Кросслі, заступника віце-канцлера Університету Нового Південного Уельсу.